# Antonio Evangeli
Antonio Evangeli (Cividale, 5 décembre 1741 - Venise, 28 janvier 1805) est un poète, prosateur et savant Italien.

## Biographie
Né à Cividale, dans le Frioul, le 5 décembre 1741, et mort à Venise le 28 janvier 1805, Antonio Evangeli avait pris de bonne heure le goût des lettres en cette dernière ville chez les religieux somasques, où il avait fait ses premières études, et dans l’ordre desquels il entra étant encore jeune. Ses supérieurs l’envoyèrent à Rome dans le Collège Clementine, et ensuite au séminaire de Murano, près de Venise, où il fut employé à l’enseignement. Après cela, il vint remplir, pendant plus de trente ans, la chaire de belles-lettres à Padoue, et enfin il se retira à Venise dans la maison professe de son ordre. Outre sa propre langue, il connaissait le grec, le latin, l’anglais, le français, et l’hébreu. Il avait eu pour guide dans ses études littéraires Jacopo Stellini. Il avait entrepris une grande histoire littéraire de Cividale mais tomba, vers la 60e année de sa vie, dans un état de démence qui l’empêcha de conduire cet ouvrage à sa fin, déchira et détruisit tout ce qu’il en avait composé. Mort à Venise le 28 janvier 1805, il était agrégé à plusieurs académies, et dans celle des Arcadiens il avait le nom de Clonesio Erasineo.

## Publications
- Leçons latines de l’Ethica de Stellini  en 4 volumes in-4°
- Opere varie de Stellini, en les enrichissant de notes.
- Thomæ Gray elegia in rusticum sepulchretum, ex anglico in latinum conversa, Padoue, 1772,
- Amor musico, poemetto in ottava rima, Padoue, 1776;
- Poesie liriche della Bibbia esposte in versi italiani, Padoue , 1795.
- Scelta d’orazioni italiane de’ migliori scrittori, Venise, 1796, 2 vol. in-8°.
- Poésie Sacrée[2].